# 宋音
宋音是日本漢字音的一種。主要是鎌倉時代訪問中國的僧人傳入日本的漢字音，可以歸入廣義的「唐音」（唐宋音）。主要限於特定的禪宗詞彙，對一般用語的影響比較少。但作為繼吳音、漢音、新漢音之後的漢字音的一層，仍然具有比較重要的地位。

## 概說
唐朝末期遣唐使制度廢止，日本處於一定程度上的鎖國狀態（平安時代後期至院政期）。但通過中國商船的通行以及前往天台山、五臺山參拜的僧人，仍然與中國有些許的交流。至院政期的後期，隨武士階級的得勢，日本與中國（北宋末至南宋）的交流又再次活躍，僧人的往來也是其中之一。傳播漢字音的主要有南宋時期入宋求法的「求法沙門」，包括律宗與禪宗的眾僧，以及移居日本的中國高僧如蘭溪道隆、兀庵普寧、無學祖元等。這些鎌倉時代的禪僧傳入日本的是南宋末至元初的江浙地方的方言音。至鎌倉時代末期，宋音已經大致形成並固定下來。具體資料如「正法眼藏」（1288）等。

## 特徵
宋音體現出中國音由中古音向近代音過渡過程中的種種變化。

### 聲母
- 1. 輕唇音化導致明母與微母字發生區別。如：
  - 明母：
  - 微母：

- 2. 中古的舌上音（知徹澄母）多為行音。原因是舌上音發生顎化與正齒音（照穿禪等母）合流為塞擦音，而當時日本的行音為ta、ti、tu、te、to，相對而言塞擦音被認為與行音更為接近。如：
  - 知母：
  - 徹母：
  - 澄母：

- 3. 疑母字除外有或寫法，表示在細音之前發生顎化或脫落。如：

- 4. 匣母脫落。與南方來源有關。與吳音類似。如：

- 5. 部分曉母合口字以行音表示。hi被聽作日語的。如：

- 6. 全濁字多以濁音表示。如：

### 韻母
1. 部分止攝開口齒音字變為韻。反映舌尖元音化的過程。如：
2. 魚韻字為韻，模韻字為韻。區分原音是有拗介音的錄為韻。如：
  - 魚韻：
  - 模韻：
3. 歌戈韻以韻表示。桓韻以反映中國的音變。如：
  - 歌戈韻：
  - 桓韻：

### 韻尾
1. 梗攝、曾攝韻尾變為。通攝亦有此類字出現。但江攝、宕攝仍為韻尾。如：
  - 梗攝：
  - 曾攝：
  - 通攝：
2. -m韻尾與-n韻尾混同，皆為韻尾。中原音韻兩者尚明分。說明鎌倉時代以後日本的撥音統一為/-N/。如：
3. 入聲韻尾消失。體現中國原音入聲韻尾的退化和消失。如：

### 聲調
宋音沒有表示聲調的符號「聲點」。